# Lancer du poids masculin aux Jeux olympiques d'été de 1984
Navigation
Moscou 1980 Séoul 1988
L'épreuve du Lancer du poids  masculin aux Jeux olympiques de 1984 s'est déroulée le 11 août 1984 au Memorial Coliseum de Los Angeles, aux  États-Unis.  Elle est remportée par l'Italien Alessandro Andrei.

## Résultats

### Finale
| Rang               | Athlète            | Pays                 | Essais | Essais | Essais | Essais | Essais | Essais | Marque  |
| Rang               | Athlète            | Pays                 | 1      | 2      | 3      | 4      | 5      | 6      | Marque  |
| ------------------ | ------------------ | -------------------- | ------ | ------ | ------ | ------ | ------ | ------ | ------- |
| Médaille d'or      | Alessandro Andrei  | Italie               | 20.41  | 20.97  | 21.26  | 20.55  | 20.92  | 20.96  | 21.26 m |
| Médaille d'argent  | Mike Carter        | États-Unis           | 20.63  | 20.69  | 21.09  | 20.42  | X      | 20.38  | 21.09 m |
| Médaille de bronze | Dave Laut          | États-Unis           | 20.97  | 18.39  | X      | 20.03  | 20.31  | 20.97  | 20.97 m |
| 4                  | Augie Wolf         | États-Unis           | 20.04  | 19.91  | 19.41  | 20.08  | 19.74  | 20.93  | 20.93 m |
| 5                  | Werner Günthör     | Suisse               | 20.28  | X      | X      | 19.38  | X      | 20.11  | 20.28 m |
| 6                  | Marco Montelatici  | Italie               | 19.88  | 19.26  | 19.98  | 19.35  | 19.85  | X      | 19.98 m |
| 7                  | Sören Tallhem      | Suède                | 19.81  | X      | 19.54  | X      | X      | —      | 19.81 m |
| 8                  | Erik de Bruin      | Pays-Bas             | 19.65  | X      | X      | —      | X      | X      | 19.65 m |
| 9                  | Aulis Akonniemi    | Finlande             | 18.98  | X      | X      |        |        |        | 18.98 m |
| 10                 | Gert Weil          | Chili                | 18.19  | 18.69  | X      |        |        |        | 18.69 m |
| 11                 | Bishop Dolegiewicz | Canada               | 18.39  | X      | X      |        |        |        | 18.39 m |
| 12                 | Karsten Stolz      | Allemagne de l'Ouest | 18.31  | X      | 18.21  |        |        |        | 18.31 m |

## Légende
Records et Performances
- AR : Record continental (area record)
- CR : Record des championnats (championship record)
- MR : Record du meeting (meet record)
- NR : Record national (national record)
- OR : Record olympique (olympic record)
- PR : Record paralympique (paralympic record)
- PB : Record personnel (personal best)
- SB : Meilleure performance personnelle de la saison (season's best)
- WL : Meilleure performance mondiale de l'année (world leader)
- WJR : Record du monde junior (world junior record)
- WR : Record du monde (world record)

Circonstances et Conditions
- DNF : N'a pas terminé (did not finish)
- DNS : N'a pas pris le départ (did not start)
- DQ : Disqualification (disqualification)
- NM : Aucun essai valable enregistré (No Mark)
- Q : Qualifié « directement » au prochain tour (ou à la prochaine compétition), lors d'une compétition majeure, grâce au classement ou à la réalisation des minima (automatic qualifier)
- q : Qualifié au prochain tour (ou à la prochaine compétition), lors d'une compétition majeure, grâce au repêchage ou à la réalisation de l'une des meilleures performances parmi celles des « non qualifiés directement » (grâce au meilleur temps ou à la meilleure distance par exemple) (secondary qualifier)